# Montanhas Titiwangsa

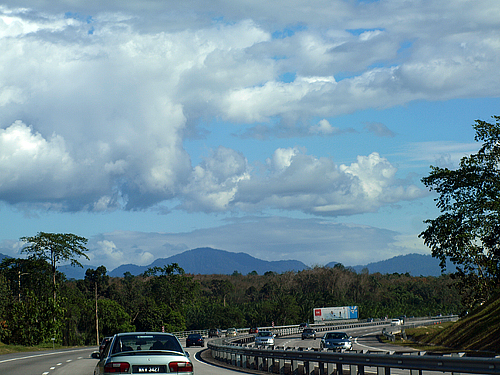
A Cordilheira Titiwangsa, perto do distrito de Slim River

A Cordilheira de titiwangsa (em malaio: Banjaran Titiwangsa; بنجرن تيتيوڠسا ), também conhecida como "Banjaran Besar" (cordilheira principal) pelos habitantes locais, é uma cadeia de montanhas na Península Malaia. A parte norte da cordilheira fica no sul da Tailândia, onde é conhecida como Cordilheira Sankalakhiri (em tailandês:  ทิวเขาสันกาลาคีรี).
O ângulo da cordilheira atua como um divisor natural, separando a Malásia Peninsular e o sul da Tailândia em regiões da costa leste e oeste. O comprimento da cordilheira tem aproximadamente 480 quilômetros de norte a sul com uma altitude de 2.183 metros.

## Geologia
A Cordilheira Titiwangsa faz parte de uma zona de ligação que segue norte a sul, começando na Tailândia, aproximadamente na zona ligação de Nan - Uttaradit (parcialmente coincidente com a falha de Dien bien phu ) e estendendo-se para o sul, em direção à península da Malásia (zona de ligação Bentong - Raub ). A metade ocidental das montanhas Titiwangsa, na Península da Malásia, é uma amálgama de terrenos continentais conhecida como Placa Cimeriana ou Indochina, enquanto a metade oriental é uma amálgama de terrenos continentais Sinoburmalaya ou Sibumasu. Essas duas metades de terrenos foram separadas pelo Oceano Paleo-Tétis.
A Crimeia foi separada a partir de Gondwana cerca de 400 milhões de anos atrás durante o Devoniano pelo sentido da Laurásia, o braço do nordeste da Pangeia. Ligou-se à Laurásia completamente por volta de 280 milhões de anos atrás durante o final do Permiano.
Os terrenos de Sibumasu, por outro lado, só começaram a se dividir de Gondwana durante o Cisuraliano, quando seguiram em direção à Indochina. A colisão de terrenos de Sibumasu e dos terrenos da Indochina durante o Triássico Superior, há 200 milhões de anos resultou no fechamento do oceano Paleo-Tétis e na formação dos atuais cinturões das montanhas de Titiwangsa.

## Geografia
Esta cadeia de montanhas faz parte de um sistema amplo dos Montes Tenasserim. Ela forma a parte mais ao sul da cordilheira indo-malaia, que atravessa o Tibete, passando pelo Istmo de Kra, até a Península Malaia.
A cordilheira Titiwangsa começa no norte, como a Cordilheira Sankalakhiri, um prolongamento da Cordilheira nakhon si thammarat, que inclui os menores sub-intervalos de Pattani, Taluban e Songkhla. A faixa principal vai aproximadamente do noroeste a sudeste, através da fronteira com a Malásia até terminar no sul, perto de Jelebu, Negeri Sembilan e Malásia. Já o Contraforte estende-se ainda mais ao sudeste, especificamente em Johor.
A maior elevação é de 2.183 metros (7.162 ft), em Gunung korbu. No lado tailandês, a maior elevação é de 1.533 metros, em Ulu titi basah, na fronteira tailandesa/malaia entre a província de Yala e Perak. Nas colinas do sul, o maior ponto se encontra a 1.276 metros, no monte Ophir.

## Infraestrutura
Diversos destinos turísticos populares, como Royal belum, Cameron Highlands, Genting highlands e Fraser's hill estão localizados nas Montanhas. O maior prédio em andares do mundo fica nas Montanhas de Titiwangsa.
Várias estradas atravessam o Complexo Florestal Titiwangsa, conhecido popularmente por sua biodiversidade da fauna e flora local. Pontos turísticos adquirem fama provenientes da cultura local,  famosa por lá.
Adquiri-se conhecimento midialógico devido a suas paisagens naturais, ocasionando em cenas de filmes, séries, novelas e/ou comerciais. A gastronomia é enriquecida e preenchida por movimentos socioculturais e povos locais.

## Áreas protegidas

### Tailândia
- Parque Nacional San Kala Khiri
- Budo - Parque Nacional Su-ngai Padi
- Parque Nacional Namtok Sai Khao
- Santuário da Vida Selvagem de Hala Bala

### Malásia
- Parque Estadual de Gunung Stong
- Parque Estadual Royal Belum
- Parque Nacional Taman Negara
- Reserva de Vida Selvagem de Krau